# うれま庄司
うれま 庄司（うれま しょうじ）は、日本のライトノベル作家。

## 来歴
友人にアーマード・コアのノベライズを勧められたことがきっかけで、中学生の頃にライトノベルに出会う。初めて小説を書いたのも中学生の時だった。
スマッシュ文庫（PHP研究所）への原稿の持ち込みをし、2010年に高校のディベート部を舞台にしたライトノベル『彼女を言い負かすのはたぶん無理』を同レーベルより発表して作家デビューを果たす。
2013年、国立争論高校ディベート科を舞台としたライトノベル『激論教室』をスマッシュ文庫（PHP研究所）より発表している。
2014年、魔法少女系とデスゲーム系を融合させたライトノベル『マジカル†デスゲーム』を富士見ファンタジア文庫 (KADOKAWA) より発表している。
2017年、ゲームを題材としたラブコメディ系統のライトノベル『ちょっとゲームで学園の覇権とってくる』を富士見ファンタジア文庫（KADOKAWA）より発表している。

## 人物
作品を書く時には、プロットの詳細をなるべく組んで、初稿を手書きで行ったのちに、TeraPadを使ってパソコンで打ち直すスタイルを取っている。
アマチュア時代に参考にしていた本として、リンダシガーの『ハリウッド・リライティング・バイブル』を挙げている。尊敬している作家は、『クライマーズ・ハイ』などの作品を持つ横山秀夫。

## 作品一覧
- 彼女を言い負かすのはたぶん無理
- 激論教室
- マジカル†デスゲーム
- ちょっとゲームで学園の覇権とってくる